# 诺基亚N81
Nokia N81為诺基亚於2007年8月29日所推出的智能手机，采用Symbian OS S60第三版功能包1操作系统。手机采用滑盖式设计， N81是第一款支持诺基亚n-gage2.0游戏平台的手机。
中国大陆行货中的Wi-Fi和3G功能被取消。

## Nokia N81 8GB
N81另有一款内置8GB内存的版本，8GB版取消了扩展卡插口。